# Vivant
Vivant è un partito politico belga, fondato nel 1997 dal milionario Roland Duchâtelet. Il 6 febbraio 2007 si fonde nelle Fiandre con il partito Open VLD, mantenendo tuttavia una struttura autonoma nella comunità germanofona. 
La parola Vivant è l'acronimo di Voor Individuele Vrijheid en Arbeid in een Nieuwe toekomst ("Per la libertà individuale e l'impegno in un nuovo futuro").

## Storia
Alle elezioni politiche del 1999 Vivant raccolse il 2,1% dei voti. 
Alle elezioni politiche del 2003, i voti scesero all'1,3%.
Nel 2004 Vivant presentò liste comuni ai Liberali e Democratici Fiamminghi (VLD) sia alle elezioni comunali a Bruxelles sia a quelle provinciali nelle Fiandre. Nelle Fiandre, la lista VLD-Vivant ottenne il 19,8% e 25 seggi, andati però tutti a esponenti del VLD. A Bruxelles la lista conseguì il 2,7%, il 2% in meno delle elezioni precedenti. Ciò nonostante, riuscì ad ottenere 4 seggi, 1 in più. Nelle elezioni per la comunità di lingua tedesca (circa 72 000 abitanti) Vivant raddoppiò i voti del 1999, giungendo al 7,3% dei voti, ottenendo così 2 seggi.

## Ideologia
Vivant è un partito socioliberale, che pone particolare attenzione alle libertà individuali.
Vivant ha fatto della "democrazia diretta" uno dei punti principali del proprio programma. Ritiene, infatti, necessaria una maggiore utilizzazione di strumenti quali il referendum. Vivant propone inoltre una profonda modifica del modello economico belga:
- introduzione di un reddito minimo e per tutti, senza alcuna discriminazione (540 € per chiunque avesse dai 15 ai 64 anni).
- l'eliminazione del lavoro nero, attraverso l'eliminazione delle tasse sui salari sotto la soglia di 1340 € netti.
- l'introduzione di una tassa sui consumi al 33%.

Vivant si presenta come un partito unitario, bilingue e radicato in entrambe le comunità (Fiandre e Vallonia).